# Newbald
Newbald är en civil parish i Storbritannien.   Den ligger i kommunen East Riding of Yorkshire och riksdelen England, i den sydöstra delen av landet, 260 km norr om huvudstaden London.